# Gamaleja-institutet för epidemiologi och mikrobiologi
Gamaleja-institutet för epidemiologi och mikrobiologi (ryska: Национальный исследовательский центр эпидемиологии и микробиологии имени почётного академика Н. Ф. Гамалеи) är ett ryskt biologiskt laboratorium i Moskva.
Institutet grundades 1891 som ett privat forskningsenhet av F.M. Blumenthal. Det nationaliserades 1919 och fick namnet Centralt bakteriologiskt institut för folkets hälsokommissariat. Det har sitt namn efter den ryske mikrobiologen Nikolaj Gamaleja, som var chef för institutet 1930–1938. Under andra världskriget flyttades många av forskarna till Kazan och filialer inrättades i Alma-Ata och Sverdlovsk.

## Vaccin mot covid-19
Gamaleja-institutet för epidemiologi och mikrobiologi började våren 2020 utveckling av ett covid-19-vaccin med adenovirus som vektor. Arbetet har finansierats av statliga Rysslands nationella förmögenhetsfond. En fas I-studie slutfördes i juni 2020 och en fas II påbörjades i juli.
Ryssland godkände i första hälften av augusti 2020 att vaccinet, som gavs namnet GAM-Covid-Vak eller Sputnik V, godkändes för allmän användning, utan att det testats i en fas III-studie.